# Сан-Винченцо-Ла-Коста
Сан-Винченцо-Ла-Коста (итал. San Vincenzo La Costa) — коммуна в Италии, располагается в регионе Калабрия, подчиняется административному центру Козенца.
Население составляет 2041 человек, плотность населения составляет 128 чел./км². Занимает площадь 16 км². Почтовый индекс — 87030. Телефонный код — 0984.
Покровителем коммуны почитается святой Викентий Сарагосский, празднование 22 января.
Соседние коммуны: Монтальто-Уффуго, Ренде, Сан-Фили.